# 达米安·希曼斯基
达米安·希曼斯基（波蘭語：Damian Szymański，1995年6月16日—），波兰男子足球运动员，司职中场。現效力於波蘭足球甲級聯賽球隊歷基亞。他曾代表波兰国家队参加2022年国际足联世界杯，结果队伍止步十六强赛。